# Partido Democrata (Chipre)
O Partido Democrata (Δημοκρατικό Κόμμα, DIKO) é um partido político centrista em Chipre.
O partido foi fundado em 1976 por Spyros Kyprianou, sendo considerado como próximo do arcebispo Makarios, então presidente da ilha. O Partido Democrata tende a adoptar uma linha dura nas relações com a Turquia e com a comunidade turco-cipriota (em contraste com a linha mais conciliadora adoptada tanto pelos comunistas do AKEL - Partido Progressista do Povo Trabalhador como pelos conservadores do DISY - Aliança Democrática).
O líder do partido é Nicolas Papadopoulos, filho de Tassos Papadopoulos (líder até 2006 e eleito presidente da ilha em 2002, com 213 353 votos - 51.5% do total).
A organização juvenil do partido é ΝΕΔΗΚ.
Nas eleições parlamentares de 2011 o partido recebeu 63 763 votos (15.76%, 9 assentos). Tem também 1 representante no Parlamento Europeu.

## Resultados Eleitorais

### Eleições presidenciais
| Data | Candidato apoiado   | 1ª Volta | 1ª Volta   | 2ª Volta | 2ª Volta   |
| Data | Candidato apoiado   | Votos    | %          | Votos    | %          |
| ---- | ------------------- | -------- | ---------- | -------- | ---------- |
| 1983 | Spyros Kyprianou    | 173 791  | 56,5 (1.º) |          |            |
| 1988 | Spyros Kyprianou    | 91 335   | 27,3 (3.º) |          |            |
| 1993 | Pashalis Pashalidis | 66 300   | 18,6 (3.º) |          |            |
| 1998 | George Iacovou      | 160 918  | 40,6 (1.º) | 200 222  | 49,2 (2.º) |
| 2003 | Tassos Papadopoulos | 213 353  | 51,5 (1.º) |          |            |
| 2008 | Tassos Papadopoulos | 143 249  | 31,8 (3.º) |          |            |
| 2013 | Nicos Anastasiades  | 200 591  | 45,5 (1.º) | 236 965  | 57,5 (1.º) |

### Eleições legislativas
| Data | Votos  | %          | +/- | Deputados | +/-     |
| ---- | ------ | ---------- | --- | --------- | ------- |
| 1976 | N/D    | N/D        |     | 21 / 35   |         |
| 1981 | 56 749 | 19,5 (3.º) |     | 8 / 35    | 13      |
| 1985 | 88 322 | 27,6 (2.º) | 8,1 | 16 / 56   | 8       |
| 1991 | 66 867 | 19,6 (3.º) | 8,0 | 11 / 56   | 5       |
| 1996 | 60 726 | 16,4 (3.º) | 3,2 | 10 / 56   | 1       |
| 2001 | 60 986 | 14,8 (3.º) | 1,6 | 9 / 56    | 1       |
| 2006 | 75 458 | 17,9 (3.º) | 3,1 | 11 / 56   | 2       |
| 2011 | 63 763 | 15,8 (3.º) | 2,1 | 9 / 56    | 2       |
| 2016 | 50 923 | 14,5 (3.º) | 1,3 | 9 / 56    | Estável |

### Eleições europeias
| Data | Votos  | %          | +/- | Deputados | +/-     |
| ---- | ------ | ---------- | --- | --------- | ------- |
| 2004 | 57 121 | 17,1 (3.º) |     | 1 / 6     |         |
| 2009 | 37 625 | 12,3 (3.º) | 4,8 | 1 / 6     | Estável |
| 2014 | 28 044 | 10,8 (3.º) | 1,5 | 1 / 6     | Estável |